# Liste der Bischöfe von Tursi
Die folgenden Personen waren Bischöfe von Tursi (Italien):

## Bischöfe von Anglona
- 1050 Michele
- 1065 Enghelberto
- 1068 Inghilberto
- 1077 Simeone
- 1102 Leone
- 1110 Pietro
- 1123 Giovanni I.
- 1167 Guglielmo I.
- 1172 Riccardo
- 1177 Guglielmo II.
- 1179 Roboano
- 1192 Guglielmo III.
- 1216 Pietro
- 1220 Guglielmo IV.
- 1241 Roberto
- 1254 Giovanni II. Montefuscolo (danach Bischof von Nola)
- 1269 Leonardo
- 1296 Gualtiero
- 1322 Silvestro da Matera
- 1324–1325 Angiolo
- 1325 Francesco della Marra
- 1330 Guglielmo V.
- 1332 Riccardo
- 1333 Guglielmo VI.
- 1333 Giovanni III.
- 1352 Riccardo del Tufo
- 1363 Filippo I. (danach Bischof von Minori)
- 1364 Filippo II.
- 1398 Giacomo I. (danach Bischof von Strongoli)
- 1400 Ruggiero de Marescolis
- 1416 Giovanni IV. Caracciolo
- 1439 Giacomo II. Casciano
- 1468–1472 Ludovico Fonoblet
- 1472 Giacomo III. Fiascone
- 1499 Giacomo IV.
- 1508 Fabrizio
- 1511 Giovanni Antonio Scozio
- 1528–1538 Pietropaolo Parisio (dann Bischof von Nusco)

## Bischöfe von Anglona-Tursi
- 1543 Berardino Elvino
- 1548 Giulio De Grandis
- 1560 Giovanni Paolo Amanio da Crema
- 1578–1589 Nicolò Grana
- 1595–0000 Ascanio Giacobazio
- 1609–0000 Bernardo Giustiniano
- 1616–0000 Innico Siscara
- 1619–0000 Alfonso Gigliolo da Ferrara
- 1630–0000 Giovanni Battista Deto (danach Bischof von Castro)
- 1632–0000 Alessandro Deto
- 1638–0000 Marco Antonio Coccini (danach Bischof von Imola)
- 1646–0000 Flavio Galletti
- 1653–0000 Francesco Antonio De Luca
- 1667–1702 Matteo Cosentino
- 1702–0000 Domenico Sabbatino
- 1732–0000 Ettore Quarti (danach Bischof von Caserta)
- 1735–1762 Giulio Capece Scondito
- 1763–0000 Giovanni Pignatelli
- 1778–0000 Salvatore Vecchioni
- 1818–0000 Arcangelo Gabriele Cela
- 1824–0000 Giuseppe Saverio Poli
- 1837–0000 Antonio Cinque
- 1842–0000 Gaetano Tigani
- 1849–0000 Gennaro Maria Acciardi
- 1883–0000 Rocco Leonasi
- 1893–1896 Serafino Angelini (danach Bischof von Avellino)
- 1897–1905 Carmelo Puija (danach Erzbischof von Santa Severina)
- 1908–1912 Vincenzo Ildelfonso Pisani, C.R.L.
- 1911–1922 Giovanni Pulvirenti (danach Bischof von Cefalù)
- 1923–1928 Ludovico Cattaneo (danach Bischof von Ascoli Piceno)
- 1930–1935 Domenico Petroni (danach Bischof von Melfi)
- 1935–1945 Lorenzo Giacomo Inglese, O.F.M. Cap.
- 1947–1956 Pasquale Quaremba (danach Bischof von Gallipoli)
- 1957–1970 Secondo Tagliabue
- 1970–1974 Dino Tommasini (danach Bischof von Assisi)

## Bischöfe von Tursi-Lagonegro
- Vincenzo Franco (1974–1981) (danach Erzbischof von Otranto)
- Gerardo Pierro (1981–1987) (auch Bischof von Avellino)
- Rocco Talucci (1988–2000) (auch Erzbischof von Brindisi-Ostuni)
- Francescantonio Nolè O.F.M. Conv., (2000–2015)
- Vincenzo Carmine Orofino, (seit 2016)